# Виборчий список
Виборчий список — це група кандидатів на виборах, яка зазвичай зустрічається в пропорційних або змішаних виборчих системах, а також у деяких плюралістичних виборчих системах. Виборчий список може бути зареєстрований політичною партією (партійним списком) або складати групу незалежних кандидатів. Списки можуть бути відкритими, у яких виборці мають певний вплив на рейтинг кандидатів-переможців, або закритими, у яких порядок кандидатів фіксується при реєстрації списку.
Для систем пропорційного представництва за партійними списками необхідні виборчі списки.
Виборчий список складається відповідно до чинних правил висування кандидатів та правил виборів. Залежно від типу виборів політична партія, загальна асамблея або збори правління можуть вибрати або призначити номінаційний комітет, який додаватиме та, за потреби, визначатиме пріоритетність списку кандидатів відповідно до їхніх уподобань. Кваліфікація, популярність, стать, вік, географія та рід занять – це переваги, які можуть вплинути на роботу комітету. Запропонований комітетом список може бути змінений на селекційній нараді, де можуть бути додані нові кандидати або наявні кандидати можуть бути переміщені чи вилучені зі списку. Після завершення внутрішнього процесу остаточний список оприлюднюється. Список може бути надрукований на виборчому бюлетені для голосування на виборах, або на окремому інформаційному бюлетені для виборців.

## Списки заміни
Коли обраний представник звільняє своє місце, випадкова вакансія в системі PR-списків зазвичай заповнюється кандидатом з найвищим рейтингом у списку вибулого представника, який ще не був обраним. З особистих чи партійно-стратегічних причин ця особа може поступитися місцем колезі нижчого рангу.
Списки заміни іноді використовуються для заповнення випадкових вакансій у виборчих системах єдиного перехідного голосу. Прикладом є вибори до Європейського парламенту в Ірландії з 1984 року.

## Дивись також
- Виборчий альянс